# Auxi-le-Chateau New Communal Cemetery
Auxi-le-Chateau New Communal Cemetery is een begraafplaats gelegen in de Franse plaats Auxi-le-Château (Pas-de-Calais). De militaire graven worden onderhouden door de Commonwealth War Graves Commission.
De begraafplaats telt 4 geïdentificeerde Gemenebest graven uit de Tweede Wereldoorlog.